# Му-і-Рана

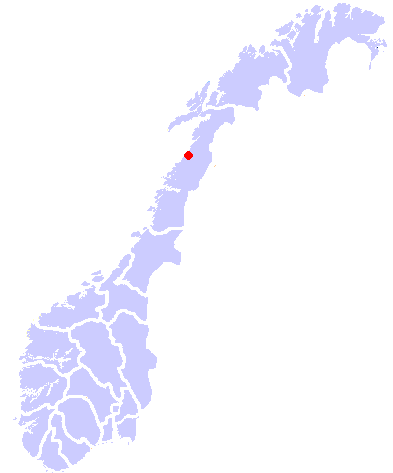
Розташування Му-і-Рани

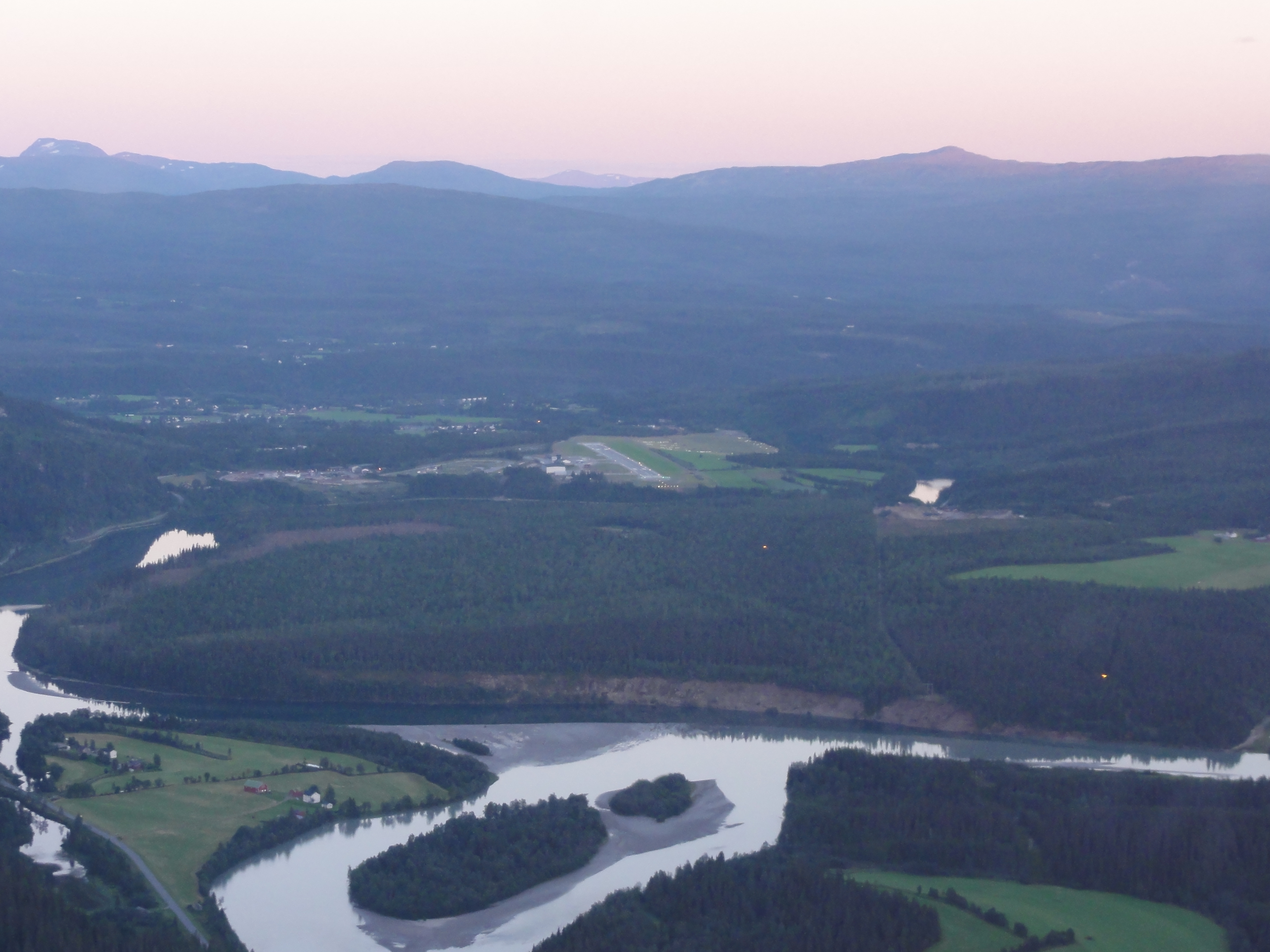
Му-і-Рана

Му-і-Рана (норв. Mo i Rana) — місто в комуні Рана, фюльке Нурланн, Норвегія, розташоване південніше Полярного кола в регіоні Гельгеланн. Місто називається Му-і-Рана для того, щоб мати змогу відрізняти його від інших міст з ім'ям Му — наприклад, місто Мушеен, також розташований у Гельгеланні, хоча локально місто, зазвичай, називають просто Му. Поштову адресу Му було змінено на Му-і-Рана в 1999 році. 1 січня 2009 року населення міста складало 17 894 мешканців, і місто було найбільшим(за населенням) в Гельгеланді.

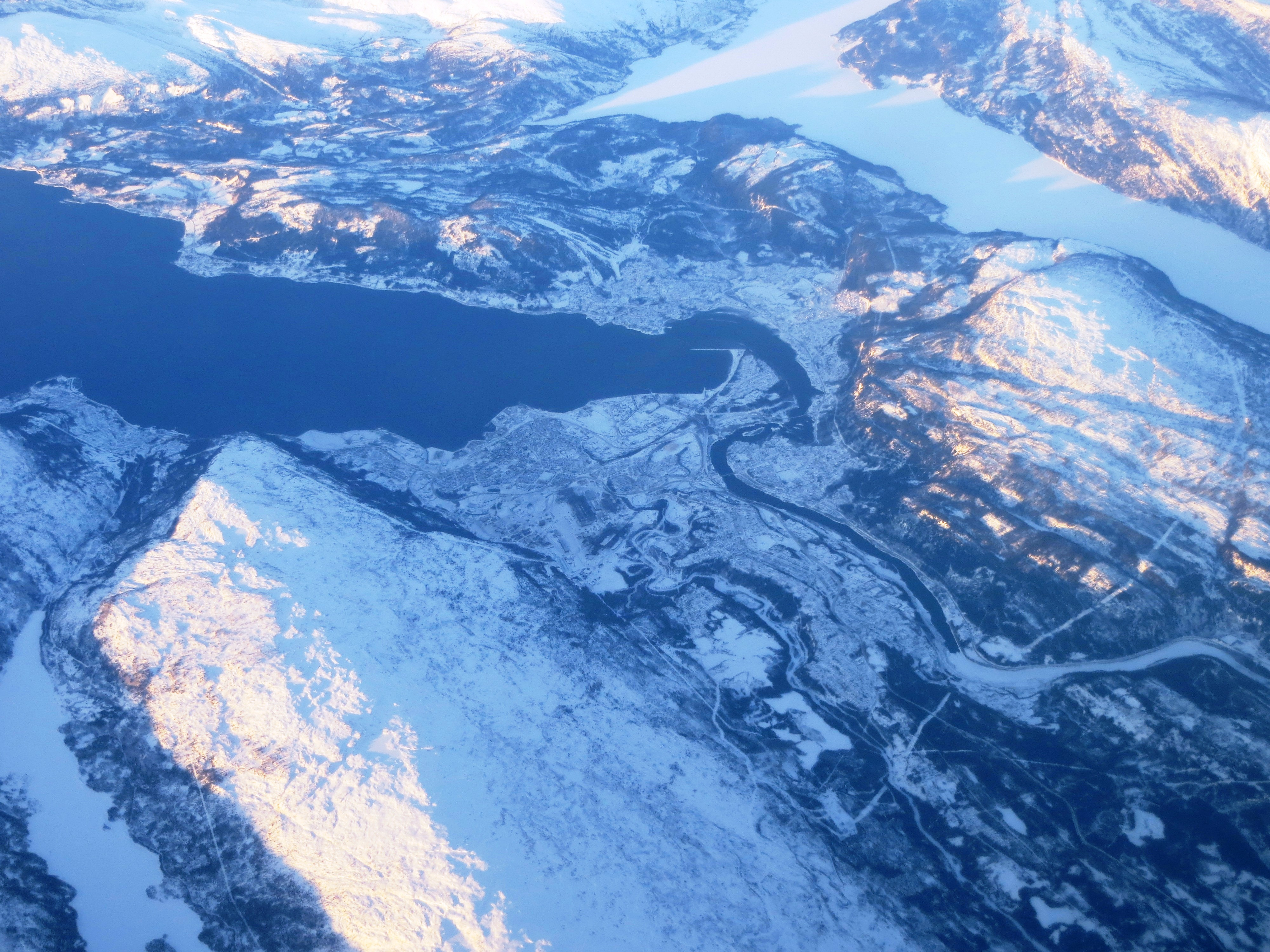
Му-і-Рана

## Історія
Після закінчення Другої світової війни і до початку 1990-х років завдяки розташованому тут металургійному заводу місто було повністю залежне від важкої промисловості. В 1978 році на заводі працювало 4 500 людей з 25 000, які проживали в місті. Після занепаду важкої промисловості в місті почали розвиватися нові напрямки. Місто розташоване на залізничній лінії Нурланнсбанен (норв. Nordlandsbanen) обслуговується аеропортом Му-і-Рана, розташованим у Ресволлі.
Назва Му (норв. Mo) походить від назви старої ферми, яка була розташована біля сучасного містечка. Назва ферми утворилася від старонорвезького слова Móar, яке означало пісок або луг. Назва Рана, ймовірно, також прийшла із старонорвезької мови. Рана означає швидкий, напевно, через швидку воду, яка падає у фіорд, який розташований поруч з містом. Му-і-Рана  —  це старий торговий центр Гельгенда. Фермери жили на цій території починаючи з Залізної доби.
Гірнича справа, будівництво човнів, полювання та риболовля були основними джерелами доходу. Влітку 1730 в місті відкрився саамський ринок. Ринок був розташований на території земель церкви до 1810 року. В 1860 році торговець Мейер (норв. L.A. Meyer) відкрив торговий центр, отримавши ліцензію від королівської влади. Мейер, разом зі шведами, торгував борошном, оселедцем, тютюном, олениною і шкурами.
Комуна була багата залізною рудою та гідроелектростанціями для виробництва енергії. Перша добувна компанія в Му-і-Рані, Dunderland Iron Ore Company, існувала з 1902 по 1947 рік. Видобувна компанія Rana Gruber була утворена в 1937 році й існує до цих пір. В 1946 році парламент Норвегії затвердив плани із будівництва заводу для виробництва заліза. Завод A / S Norwegian Iron Work Company (норв. A / S Norsk Jernverk) був побудований біля центру міста. Він виробляв сталь для Норвегії та інших країн. Однак, в 1988 році завод був закритий. У промисловій зоні знаходиться 130 заводів, дана територія зараз називається "Індустріальний парк Му" (норв. Mo Industripark). Заводи виробляють залізо і сталь, також у Му розвинене машинобудування, наукові дослідження, інформаційні технології і сфера обслуговування. У цих сферах працює 2000 осіб.
Місто Му було відокремлене від комуни Му в 1923 році. В 1964 році місто було з'єднане з комуною Нур-Рана, частинами комун Сер-Рана і Несна і утворило нову комуну Рана.

## Географія і клімат
Му-і-Рана розташована в гирлі Ранфіорда, на південній стороні гір Салтф'єллет і льодовика Свартісен, другого за величиною в Норвегії. Річка Ранельва впадає в Ранфіорд в Му-і-Рані. Рана і Салтфєллет знамениті своєю незліченною кількістю печер. Дві з них,  Гренлігротта  і  Сетергротта , відкриті для відвідування. Інші є потенційно небезпечними: так у 2014 році під час нещасного випадку в Юрдбругротте на глибині 110 метрів загинули два фінських дайвери і ще троє отримали травми, схожа трагедія в цьому ж місці сталася в 2006 році, коли підйом тіл загиблих аквалангістів з глибини 90 метрів зайняв три тижні з залученням рятувальників з Німеччини та Шотландії.
Клімат в Му-і-Рані змінюється багато разів протягом року. Норвезька течія (продовження Гольфстріму) протікає вздовж всієї берегової лінії на півночі. Течія має дуже великий вплив на клімат, допомагає зберігати температуру не надто низькою взимку, незважаючи на те, що місто розташоване на відстані 70 км від берегової лінії. Однак, через відстань від берега, температура взимку трохи нижча, ніж в містах біля берега. Погода може бути дуже непередбачуваною і змінюватися дуже швидко. Заметілі можуть тривати протягом декількох годин, що потенційно збільшує трафік і призводить до скасування рейсів. В Му-і-Рані літні дні мають дуже довгий світловий день, а зимові - дуже короткий. Північне сяйво можна побачити на нічному небі під час зимового сезону. Воно варіюється за інтенсивністю, кольором - від біло-зеленого до глибокого червоного і з'являється в різних формах, таких як: пучок променів, арка і драпірування.
Літо коротке, найтепліші місяці - липень і серпень. Середня 24-х годинна температура липня 13,2 ° С. В останні роки клімат території став теплішим. Зазвичай, протягом літа спостерігається два або три теплих періоди, коли середня температура знаходиться між 20 ° С і 26 ° С вдень. Період потепління може тривати від 2-х до 14-ти днів, з максимальною температурою в 31 ° С. Зрідка, температура не опускається нижче 20 ° С навіть вночі, цей феномен називається tropenatt. Взимку сонце знаходиться низько над горизонтом, і, мабуть, тільки кілька годин на день. Гори перешкоджають проникненню сонячного світла, коли сонце знаходиться низько над горизонтом, що означає, що сонце не є видимим в січні місяці. У листопаді прісна вода і річки починають замерзати. У жовтні опадає листя з дерев і зникають квіти. Тільки ялинові ліси залишаються зеленими всю зиму. Звичайними є два або три холодних періоди протягом зими, температура опускається до -30 ° С. Холодні періоди зазвичай тривають 3-7 днів. Середній рівень опадів 1400 мм в рік.
| Клімат Му-і-Рани                                                             | Клімат Му-і-Рани | Клімат Му-і-Рани | Клімат Му-і-Рани | Клімат Му-і-Рани | Клімат Му-і-Рани | Клімат Му-і-Рани | Клімат Му-і-Рани | Клімат Му-і-Рани | Клімат Му-і-Рани | Клімат Му-і-Рани | Клімат Му-і-Рани | Клімат Му-і-Рани | Клімат Му-і-Рани |
| Показник                                                                     | Січ.             | Лют.             | Бер.             | Квіт.            | Трав.            | Черв.            | Лип.             | Серп.            | Вер.             | Жовт.            | Лист.            | Груд.            |                  |
| Середній максимум, °C                                                        | 0,7              | 0,7              | 3                | 6,3              | 11,1             | 15               | 16,8             | 16,4             | 12,6             | 8,2              | 3,8              | 1,6              |                  |
| Середня температура, °C                                                      | −2,1             | −2,1             | −0,1             | 3                | 7,4              | 11,4             | 13,4             | 13,2             | 9,6              | 5,7              | 1,4              | −1,1             |                  |
| Середній мінімум, °C                                                         | −4,8             | −4,8             | −3,1             | −0,2             | 3,8              | 7,8              | 10,1             | 10               | 6,6              | 3,2              | −0,9             | −3,8             |                  |
| Норма опадів, мм                                                             | 146              | 114              | 118              | 80               | 65               | 84               | 107              | 108              | 154              | 185              | 135              | 159              |                  |
| ---------------------------------------------------------------------------- | ---------------- | ---------------- | ---------------- | ---------------- | ---------------- | ---------------- | ---------------- | ---------------- | ---------------- | ---------------- | ---------------- | ---------------- | ---------------- |
| Джерело: https://ru.climate-data.org/европа/норвегия/нурланн/му-и-рана-9910/ |                  |                  |                  |                  |                  |                  |                  |                  |                  |                  |                  |                  |                  |

## Галузі промисловості
Завод  A / S Norwegian Iron Work  (норв. A / S Norsk Jernverk), заснований в 1946 році, виробляв сталь для країни аж до 1988 року, коли був розділений на кілька нових компаній. Залізний млин мав значний вплив на розвиток міста. У 1955 році населення міста зросло з 2 тис. До 20 тис. Жителів. Індустріальний парк Му (норв. Mo Industripark) є одним з найбільших в Норвегії, у ньому працюють близько 2 тис. Чоловік. У місті розташована Національна бібліотека Норвегії (норв. Nasjonalbiblioteket). Енергетична компанія  HelgelandsKraft є постачальником електроенергії для всього регіону Хельгеланд. В Му-і-Рані знаходиться філія Норвезької телерадіокомпанії (NRK), видається місцева газета  Rana Blad  і знаходиться місцева радіостанція  Radio 3 Rana .

## Культура
Havmann (англ. The Man from the Sea) - скульптура виконана з арктичного граніту, знаходиться в Ранфьорді. Вона була створена в 1995 році англійським скульптором Ентоні Гормлі, є частиною культурного ландшафту Нурланна, який розташований в центрі міста. Щороку в місті проходить фестиваль Havmanndagene. Театр Нурланна - регіональний театр, гастролює Нурланном. Він був заснований в 1979 році, і розташовується в новому 3-поверховому будинку театру. Музей Рани, що є підрозділом Музею Хельгеланда, розташований в центрі міста. Більшість виставок показує щоденне життя міста в XX столітті. У ньому знаходиться фотогалерея, яка налічує близько 80 тис. фото та архів місцевого фольклору. У музеї також знаходиться мініатюрна копія міста зразка близько 1930 року. Музей природознавства розташований в історичній частині міста, відомої як Мухольмен. У ньому знаходяться виставки тваринного світу регіону. Бібліотека фюльке Нурланна розташована в місті Му-і-Рана. Гоночний трек  Arctic Circle Raceway розташований в 30 км на північ від міста.

## Міська церква

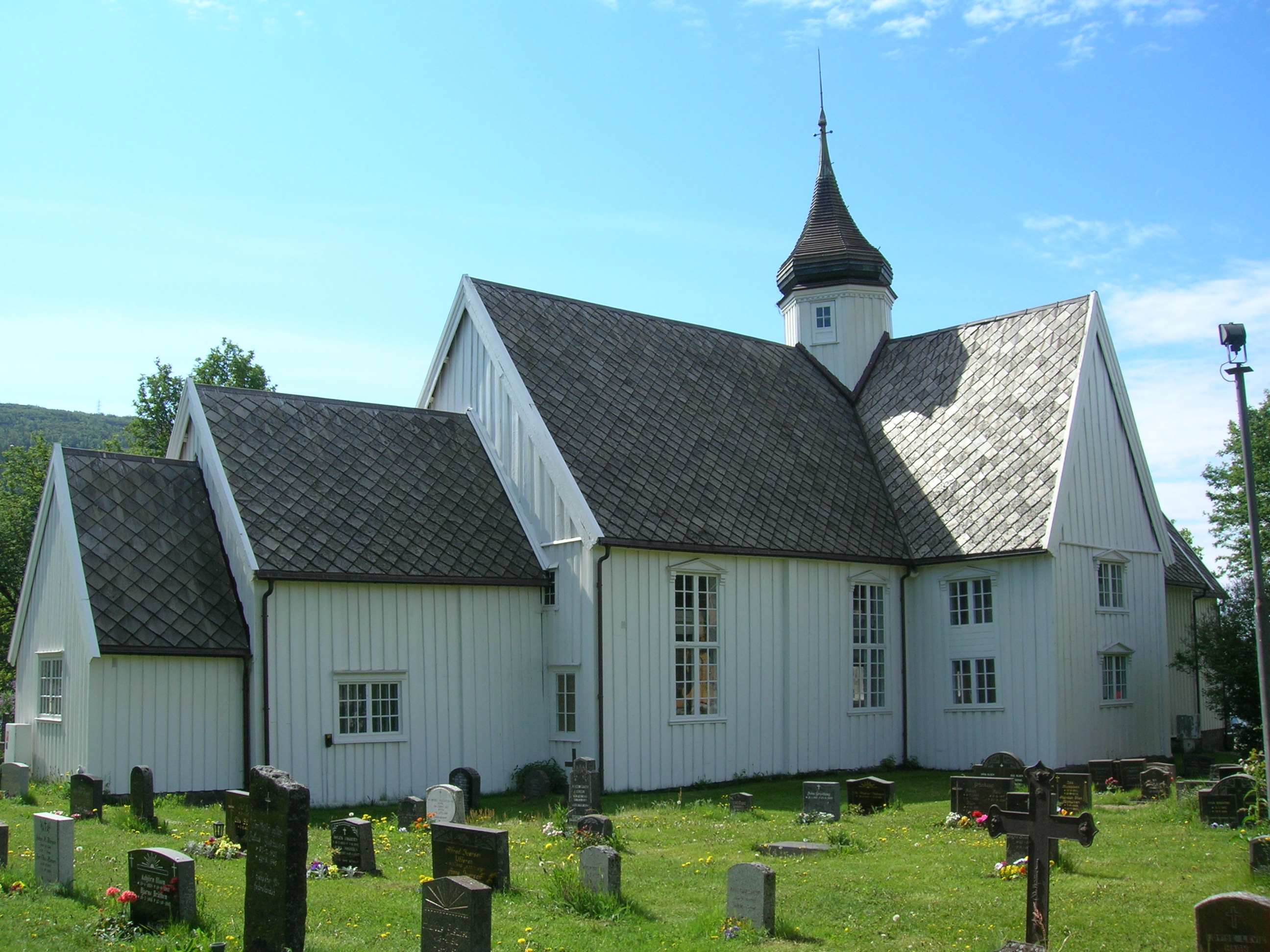
Церква Му-і-Рана

Церква є найстарішою будівлею в Му-і-Рані. Вона була побудована з дерева в 1724 році і мала 400 місць для сидіння. Церква була побудована з ініціативи Томаса фон Вестена, норвезького священика і місіонера, який працював серед саамського населення. Велика кількість жертв Другої світової війни було поховано на кладовищі, яке відвідують гості з усього світу в пошуках своїх родичів.

## Міста-побратими
- Фербенкс, США